# Eduard Caudella
Eduard Caudella (ur. 22 maja?/3 czerwca 1841 w Jassach, zm. 15 kwietnia 1924 tamże) – rumuński kompozytor, skrzypek, dyrygent i pedagog.
Jeden z czołowych reprezentantów rumuńskiego romantyzmu  . Autor pierwszej rumuńskiej opery narodowej  . Nauczyciel George’a Enescu  .

## Życiorys
Pierwszych lekcji muzyki udzielał mu ojciec – Francisco Caudella (1812–1868), wiolonczelista, kompozytor i dyrektor konserwatorium w Jassach . W latach 1853–1857 i 1859–1860 studiował grę na skrzypcach w Berlinie u Huberta Riesa. Następnie kontynuował studia w Paryżu u Lamberta Massarta i Jean-Delphina Alarda (1857–1858) oraz we Frankfurcie nad Menem u Henriego Vieuxtempsa (1857 i 1860–1861)  .
W początkowym okresie kariery dużo koncertował w Rumunii i za granicą. Był także aktywnym komentatorem życia muzycznego, piszącym dla wielu rumuńskich wydawnictw  . Opracował wiele zbiorów i aranżacji muzyki ludowej. Odegrał istotną rolę w rozwoju artystycznym młodego George’a Enescu. Powołał do życia orkiestrę konserwatorium w Jassach i objął stanowisko jej głównego dyrygenta .

## Twórczość
W swojej twórczości, afirmującej wartości muzyki okresu romantyzmu, akcentował silne związki z rumuńskim folklorem i narodową tożsamością. W praktyce idee te przejawiały się głównie w zastosowaniu romantycznych środków techniki kompozycyjnej oraz wykorzystaniu rumuńskich skal ludowych . W swoich kompozycjach korzystał ze swobodnych, rapsodycznych struktur, które nazwał fantazjami, zawierającymi elementy programowe i patriotyczne . Cechy te są wyraźnie widoczne w jego utworach symfonicznych i w operze Petru Rareș, uznawanej za pierwszą rumuńską operę narodową  .
Caudella był czołowym kompozytorem rumuńskim II połowy XIX w.  Współcześnie zaliczany jest do klasyków dziewiętnastowiecznej rumuńskiej szkoły narodowej .

## Ważniejsze kompozycje
(na podstawie materiałów źródłowych  )

### Utwory sceniczne
- Olteanca, opera komiczna w 3 aktach, libretto George Bengescu-Dabija, 1880
- Hatmanul Baltag, opera w 3 aktach, libretto Iacob Negruzzi i Ion Luca Caragiale, 1882
- Beizadea Epaminonda, opera komiczna w 3 aktach, libretto Iacob Negruzzi, 1883
- Dorman, sau Dacii și Romanii, opera w 3 aktach, libretto Alexandru Suțu i Theodor Aslan, 1886
- Petru Rareș, opera historyczna, libretto Theobald Rehbaum, 1900
- Advărul și minciuna, poemat alegoryczny, libretto Matilda Cugler-Poni, 1907

oraz operetki, wodewile, melodramaty, muzyka teatralna.

### Utwory orkiestrowe
- Fantesie română, op. 1, 1868
- Reântoarcerea în patrie, fantazja koncertująca na skrzypce i orkiestrę, 1896
- După cinzeci de ani, fantazja na orkiestrę, 1896
- Amintiri din Capați, fantazja na orkiestrę, 1907
- Uwertura Moldova, 1913
- Koncert skrzypcowy, g-moll, 1915
- Concertino na skrzypce i orkiestrę, 1918
- Din vremurile cele bune, fantazja na orkiestrę, 1919

### Utwory kameralne i instrumentalne
- Fantasie-caprice na fortepian 1891
- Doina na fortepian, 1910
- Kwintet fortepianowy, 1912
- Kwartet fortepianowy, 1914
- Iubire și frăție, fantazja na skrzypce i fortepian, 1915
- Impresii na fortepian, 1916

oraz 30 pieśni solowych, pieśni chóralne